# Taphiassa impressa
Espèce
Taphiassa impressa est une espèce d'araignées aranéomorphes de la famille des Anapidae.

## Distribution
Cette espèce est endémique de Nouvelle-Calédonie.

## Publication originale
- Simon, 1880 : Matériaux pour servir à une faune arachnologique de la Nouvelle-Calédonie. Annales de la Société Entomologique de Belgique, vol. 23 (C.R.), p. 164-175.